# 귀속재산 불하
귀속재산 불하(歸屬財産拂下, 영어: disposal of vested property) 또는 적산 불하(敵産拂下, 영어: disposal of enemy property)는 광복 이후 일제강점기 일본인들이 한국 내에 설립한 부동산 또는 반입 후 되어가져가지 못한 동산 등의 자산을 미군정에서 미군정법령으로 1945년 9월부터 몰수하여 미군정에 귀속한 귀속재산을 미군정과 이승만 정부가 1947년부터 한국 내의 기업 또는 개인에게 불하한 정책을 가리킨다.

## 적산의 정의
적산(敵産)은 귀속재산(歸屬財産)이라고도 하며, 미군정 법령에 의해 미군정에 귀속된, 국 · 공유재산 및 일제 강점기 일본인들에 의해 축적된 재산을 말한다. 토지나 가옥 등의 부동산, 각종 기업체, 그와 관련된 차량 외 기계류 등이 있다.
맞설 적(敵)  낳다 산(産), 즉 적의 산업을 말하며, 여기서 적은 일본을 칭한다. 적산은 일본인들의 회사와 토지를 말하고 패망하면서 버려진 일본인 회사를 주로 적산이라 한다.

## 미군정의 적산 불하
미군정은 적산을 미군정 소유로 귀속시켰는데, 이는 원 소유주인 일본인들의 소유권을 부정한 것 외에 원 소유주인 일본인이 한국인에게 적법하게 처분했다거나 한국인 종업원에 의해 자체적으로 관리가 이루어지고 있는 경우 등을 부정하기도 했다. 이렇게 접수된 재산의 총액은 분명하지 않으나 일본인이 소유하고 있던 공장이 당시 남한에 있는 공장 중 85%에 달하여, 이러한 적산이 당시 남한 경제에서 차지하는 비중에 대단히 컸음을 알 수 있다. 이러한 적산 중 특히 기업체의 관리인으로는 중소기업의 경우 직원 등 해당 기업과 연고가 있는 사람이, 대기업의 경우 외부인이 뽑히는 경우가 많았다.
뿐만 아니라 접수한 뒤 미군정의 적산 관리는 일관성이 없이 임기응변식으로 이루어진데다, 광복으로 인한 일본 경제와의 단절 등으로 인해 많은 적산 기업이 경영부실에 빠지거나 재산 손실을 입게 되었다.
미군정에 의한 적산 기업의 불하는 1947년에 시작되었으나 소수의 중소기업이 불하되는데 그쳤으며, 당시 적산 기업의 불하는 광복 이후의 인플레이션에 비하면 상당히 헐값에 이루어졌다. 특히 불하 대상자로 해당 기업과 직접 이해 관계가 있는 사람들이 우선적으로 뽑혔기에 불하 대상자와 관련 정치인, 담당 관료 등과의 사이에 상당한 결탁이 있었다.

## 이승만 정부의 적산 불하
미군정은 전체 적산 기업 중 15% 정도만을 불하하고 나머지를 1948년 정부 수립과 함께 대한민국 정부에 인계한다. 이승만 정부는 미군정의 불하 원칙을 그대로 승계하여 적산 기업을 불하했다. 즉 해당 기업과 관계 있는 사람에게 우선 불하하며, 매각 대금 중 1/5 이상을 일시납하고 나머지를 10년간 연리 7%로 납부하도록 하는 것이었다. 이러한 조건 하에서 정경유착은 미군정기 못지 않았다.
당시 이 적산 기업의 불하를 둘러싸고 조속히 처분하여 정권의 토대를 만들고자 했던 정부와, 이에 반대하는 국회 사이의 갈등도 컸다. 결국 정부측 입장이 관철되어 1949년 12월에 '귀속재산처리법'이 제정·공포되었고, 한국 전쟁으로 인해 불하가 지연되기는 했으나 국·공유로 지정된 일부를 제외하고는 모두 불하되었다.

## 적산 기업의 현재
미군정기, 이승만 정부 시기를 통틀어 불하된 적산 기업은 2700여개에 달했다. 그 중 2013년에도 존속하고 있는 기업은 50여개 이내이며, 대기업으로 성장한 경우가 많다.
다음은 적산 기업을 불하받아 대기업으로 성장한 주요 사례이다.
- 소화기린맥주는 당시 관리인이었던 박두병에게 불하 되어 두산그룹의 계열사인 OB 맥주가 되었다.
- 삿포로 맥주는 명성황후의 인척인 민덕기에게 불하되어 조선맥주-하이트맥주가 되었다.
- 조선유지 인천공장(조선화약공판)은 직원이었다가 관리인이 된 김종희에게 불하되어 한화그룹의 모태가 되었다.
- 선경직물은 직원이던 최종건에게 불하되어 SK그룹의 모태가 되었다.
- 나가오카 제과(영강제과, 永岡製菓)는 직원이던 박병규 등에게 불하되어 해태제과 합명회사가 되었다.
- 오노다 시멘트(ja) 삼척공장은 이양구에게 불하되어 동양시멘트가 되었다.
- 한국저축은행은 정수장학회의 설립 멤버이기도 한 삼호방직의 정재호에게 불하되었다.
- 미쓰코시 백화점 경성점은 이병철에게 불하되어 신세계 백화점이 되었다.
- 조지야(丁子屋) 백화점은 무역협회에 불하되고 미도파라는 회사명으로 개명하였으나, 대한농산그룹, 롯데쇼핑에 인수 인계되었다가 롯데쇼핑의 흡수 합병에 의하여 해체하였다.

## 참고 문헌
- click 경제교육 - 적산(敵産) 불하와 농지 개혁
- 브리태니커 백과사전 - 귀속재산

## 같이 보기
- 귀속농지불하